# Конке
Конкѐ (на френски: Le Conquet) е град в северозападна Франция, част от департамента Финистер на регион Бретан. Населението му е около 2 700 души (2015).
Разположен е на 43 метра надморска височина в Армориканските възвишения, на брега на Атлантическия океан и на 20 километра западно от Брест, като е най-западното селище на континентална Франция. От Средновековието до наши дни градът е преди всичко риболовно пристанище.

## Известни личности
Родени в Конке
- Жан-Франсоа Льо Гонидек (1775 – 1838), езиковед